# Tumba do Jardim

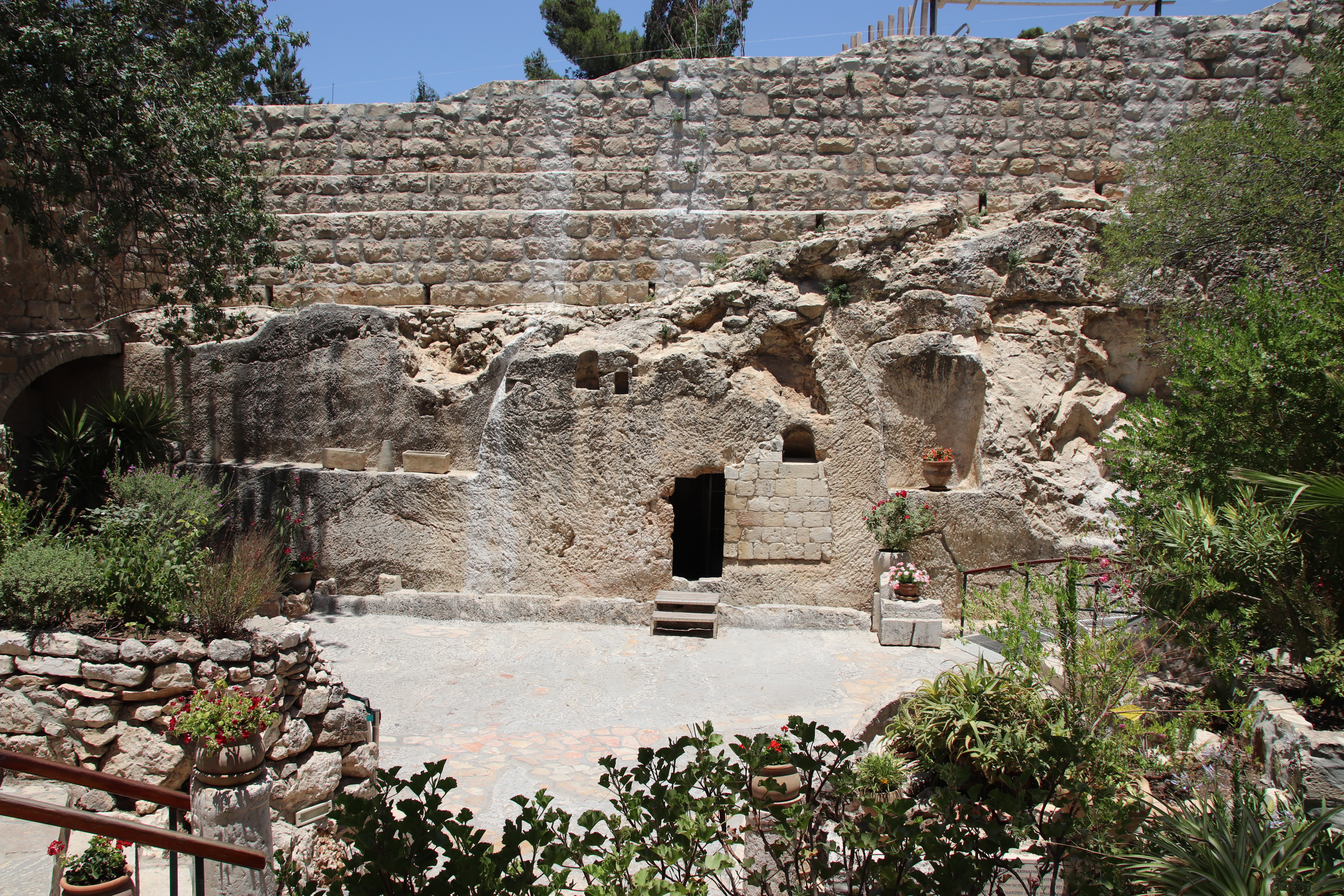
Tumba do Jardim

Tumba do Jardim é um túmulo talhado na rocha localizado em Jerusalém, que foi descoberto em 1867 e, posteriormente, foi considerado por alguns cristãos - principalmente os protestantes e evangélicos - como o local do sepultamento vazio e ressurreição de Jesus. O jardim é administrado pela Garden Tomb Association, membro da Aliança Evangélica de Israel e da Aliança Evangélica Mundial.

## História

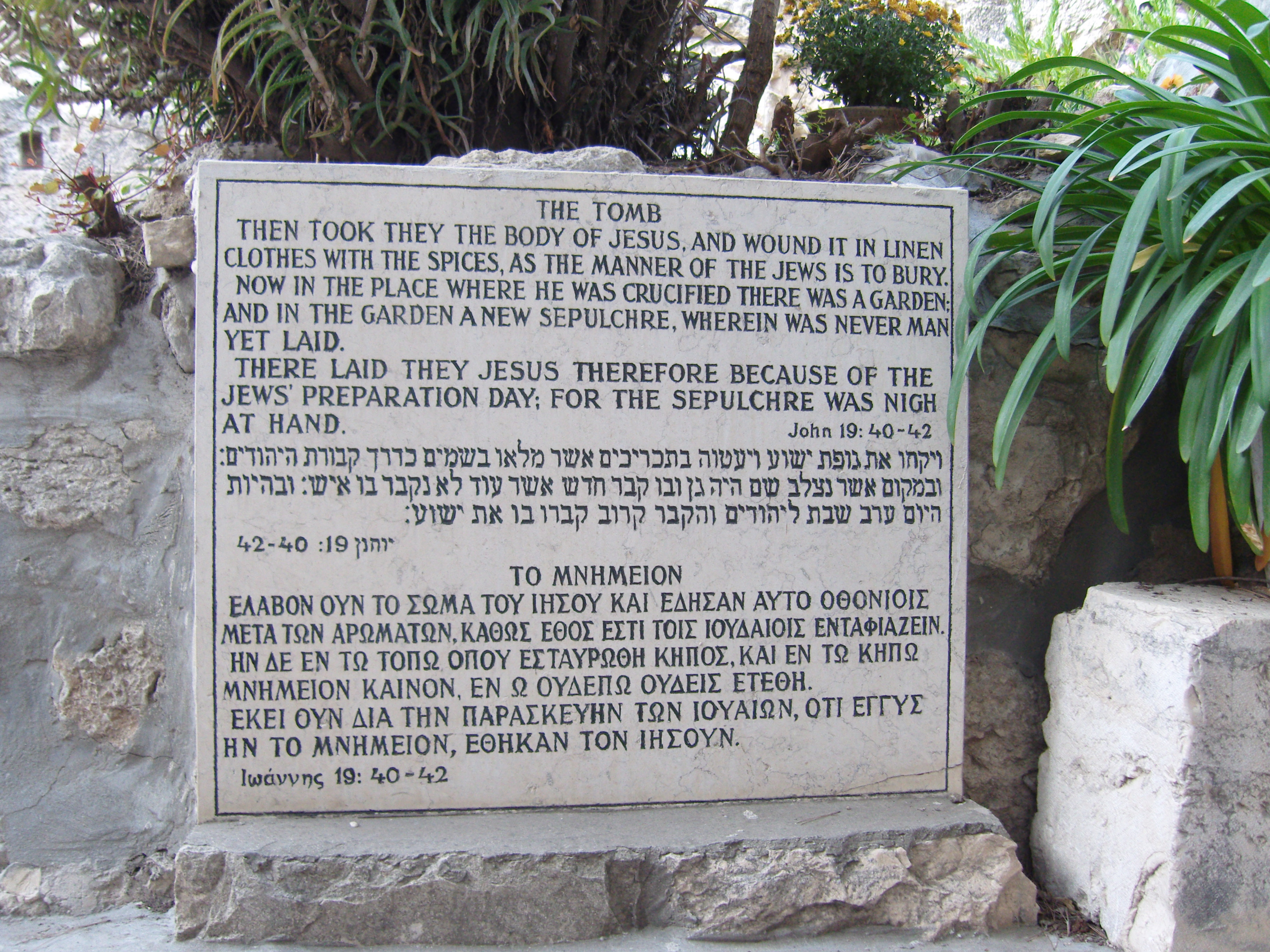
Painel perto do túmulo, citando o Evangelho de João 19:40-42

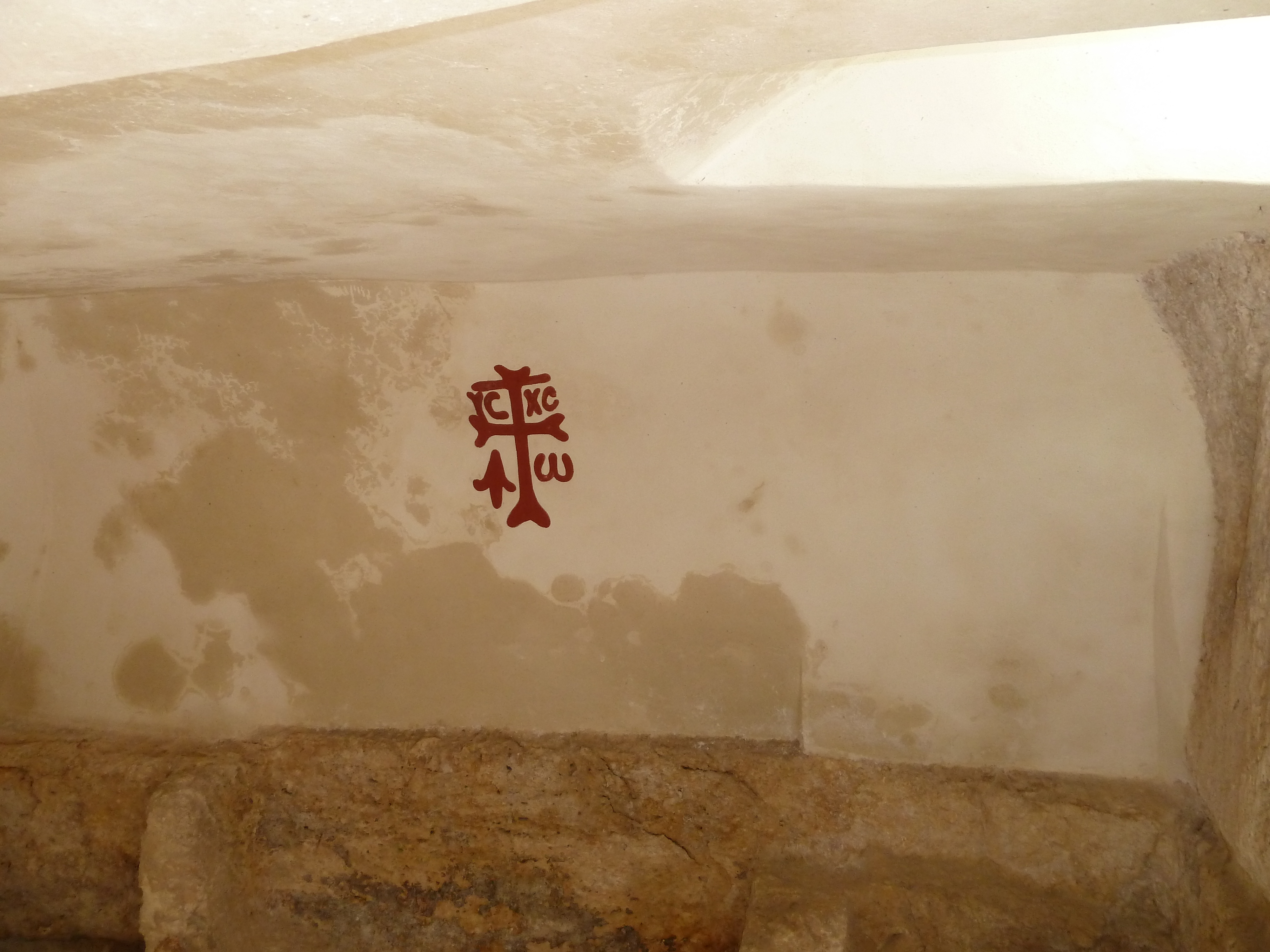
Interior do túmulo

A tumba escavada na rocha foi descoberta em 1867 por arqueólogos e tem sido proposta como o local do sepultamento e ressurreição de Jesus. Desde 1894, a Tumba do Jardim e seus jardins circundantes são mantidos como um lugar de culto e reflexão cristã por um fundo de caridade não-confessional cristão baseada no Reino Unido chamada Associação da Tumba do Jardim.
O  protestantes e evangélicos consideram o local como o túmulo de Jesus.

## Afiliação
O jardim é administrado pela Garden Tomb Association, membro da Aliança Evangélica de Israel e da Aliança Evangélica Mundial. 

## Controvérsias
Em 1986, Gabriel Barkay criticou os defensores da localização do jardim e da  Igreja do Santo Sepulcro por apresentarem mais argumentos teológicos e apologéticos do que científicos.  Em 2010, o diretor do jardim, Richard Meryon, afirmou em uma entrevista ao "The Jerusalem Post" que cada acampamento tinha evidências acadêmicas e arqueológicas em favor da localização real, e que apenas um dos dois poderia estar certo, mas que o importante era o simbolismo do lugar e principalmente a história de  Jesus e não uma garantia do lugar exato.  Na mesma entrevista, Steve Bridge, pastor aposentado que trabalhava como voluntário no jardim, afirmou que grupos católicos iam ao local regularmente e que os guias não faziam política, com ênfase na crucificação e na  ressurreição de  Jesus.